# Superwulkan
     Indeks Eksplozywności Wulkanicznej (VEI) 8
     Indeks Eksplozywności Wulkanicznej (VEI) 7

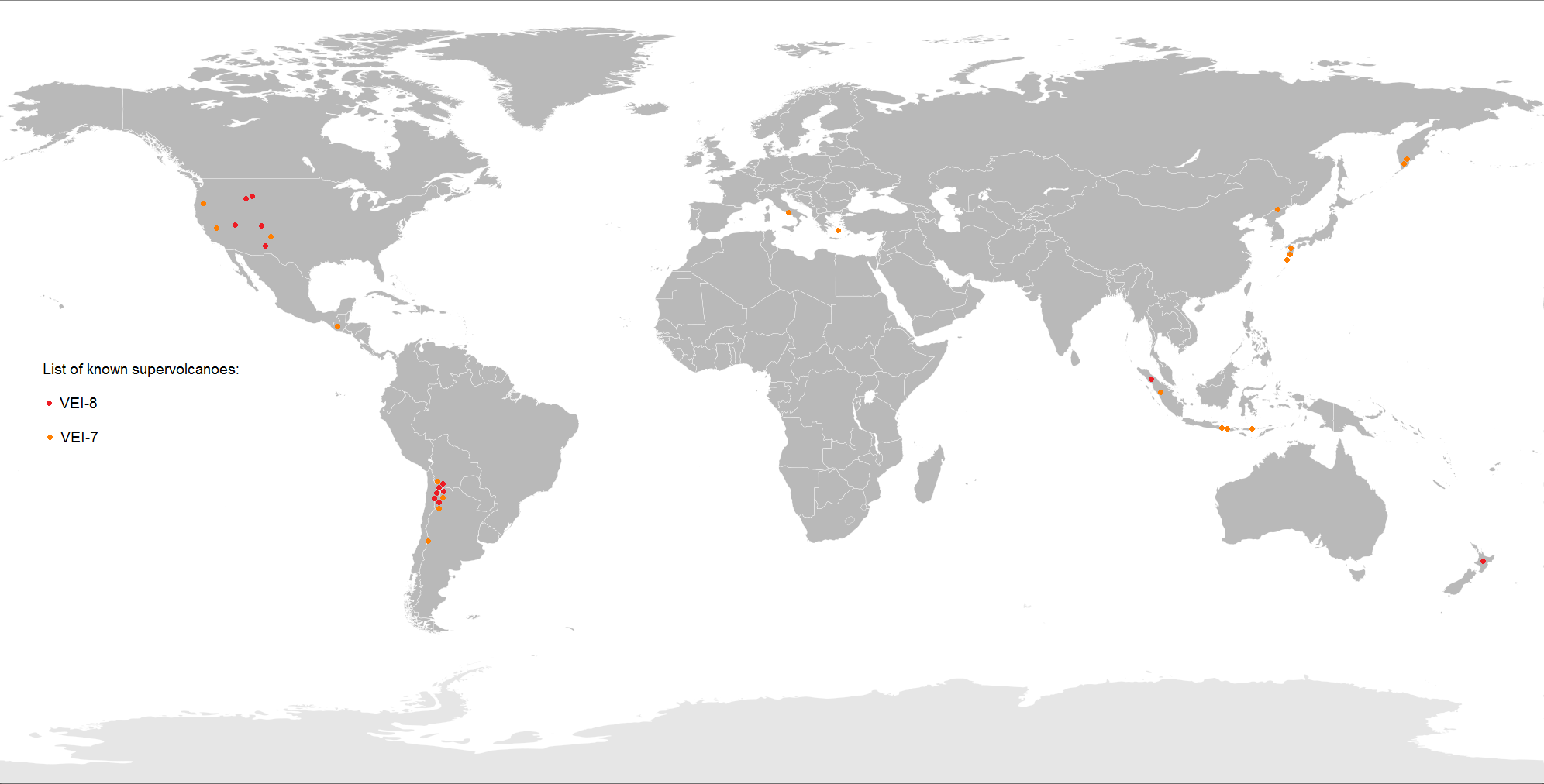
Mapa znanych superwulkanów na całym świecie:
Indeks Eksplozywności Wulkanicznej (VEI) 8
Indeks Eksplozywności Wulkanicznej (VEI) 7

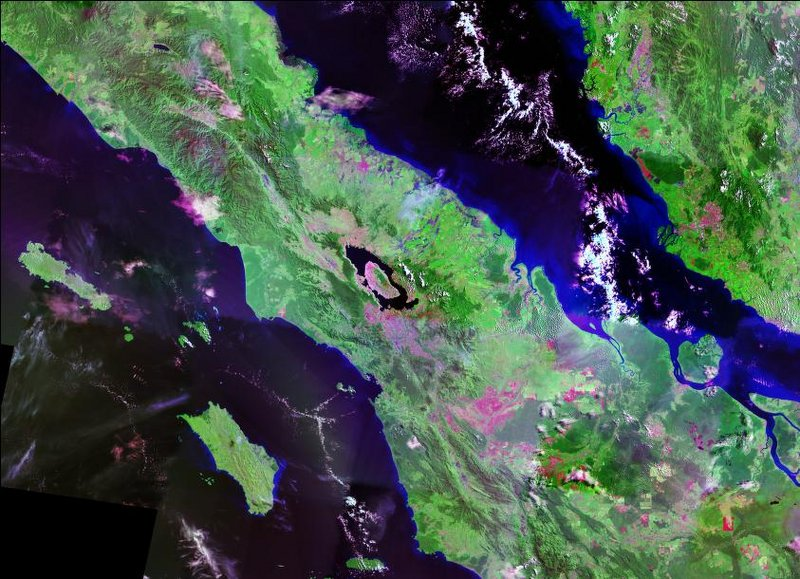
Jezioro Toba na Sumatrze wypełniające kalderę superwulkanu Toba

Superwulkan – wulkan, który powstaje wskutek potężnej eksplozji magmy zalegającej w ogromnym zbiorniku kilka kilometrów pod powierzchnią ziemi. Taka komora magmowa ma z reguły objętość kilkunastu tysięcy kilometrów sześciennych. Po erupcji superwulkanu pozostaje ślad w postaci zapadłego krateru – gigantycznej kaldery o średnicy kilkudziesięciu kilometrów. W odróżnieniu od zwykłych wulkanów, superwulkany są płaskie. Na powierzchni ziemi nad nimi przebiegają zjawiska hydrotermalne: gejzery, fumarole, solfatary. Magma zalegająca pod superwulkanem nie musi eksplodować, może ulec przekształceniu w nieszkodliwy batolit. Może także dojść do spokojnego wylewu lawy, który będzie trwał miesiącami i będzie stosunkowo nieszkodliwy.
Erupcja superwulkanu może być nawet tysiące razy silniejsza od największych erupcji zwykłych wulkanów. Objętość wyrzuconego materiału wulkanicznego (magmy i materiałów piroklastycznych) przekracza 1000 km³. W skali zwanej Indeksem Eksplozywności Wulkanicznej (Volcanic Explosivity Index, VEI) erupcje takie mają największe stopnie – VEI 7 oraz VEI 8. Powodują gigantyczne zniszczenia w promieniu setek, a nawet tysięcy kilometrów, oraz wpływają na klimat całej Ziemi z powodu olbrzymich ilości uwalnianych do atmosfery tlenków siarki, które tworzą cienki welon kwasu siarkowego naokoło planety, odbijający światło słoneczne przez wiele lat. Z erupcjami superwulkanów związana jest koncepcja globalnej zimy wulkanicznej, która jednak prawdopodobnie okazała się błędna.
Wybuch superwulkanu zdarza się na Ziemi średnio co 50–100 tysięcy lat. Erupcje takie nie zdarzały się w czasach historycznych – wiadomo o nich tylko dzięki badaniom geologicznym. Do tej pory znaleziono ślady kilkudziesięciu erupcji superwulkanów. Ostatni taki wybuch miał miejsce ok. 26,5 tysiąca lat temu (Taupō w Nowej Zelandii), natomiast wybuch wulkanu Toba na Sumatrze sprzed ok. 74 tys. lat był najsilniejszym wybuchem w czwartorzędzie.
Superwulkan w Parku Narodowym Yellowstone wybuchał ponad 2 mln lat temu, 1,3 mln lat temu oraz 640 tys. lat temu, dlatego też naukowcy wnioskują, że może on wybuchnąć w najbliższym czasie, tj. w ciągu najbliższych kilku tysięcy lat.
Nie wiadomo, ile superwulkanów istnieje na świecie. Superwulkany odkrywane są za pomocą szczegółowych badań geologicznych. Kalderą superwulkanu może okazać się zarówno górska dolina, jak i polodowcowe jezioro rynnowe.

## Znane superwulkany
- Bruneau-Jarbidge, Idaho, USA
- Kaldera La Garita, Kolorado, USA
- Valle Grande, Nowy Meksyk, USA
- Kaldera Yellowstone, Wyoming, USA
- Aira, Kiusiu, Japonia
- Aso, Kiusiu, Japonia
- Kikai, Riukiu, Japonia
- Toba, Sumatra, Indonezja

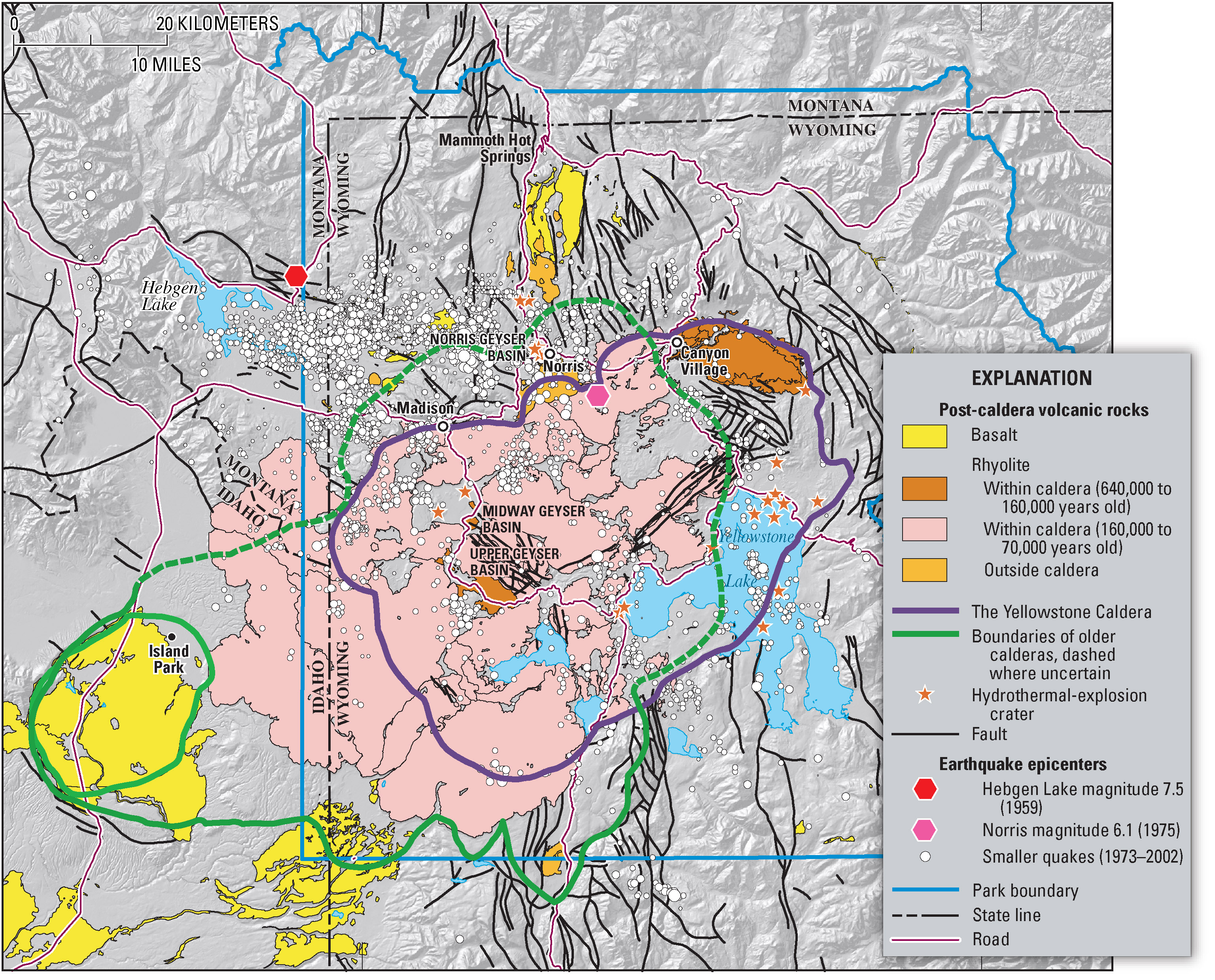
Kaldery Yellowstone: najnowsza – kolor fioletowy; starsze – kolor zielony

- Taupō, Wyspa Północna, Nowa Zelandia